# Ball del Rotlletí
El ball del rotlletí, típic del carnestoltes al Pallars Jussà, és una variant de la dansa "del rotllet" o "rotlletó", que es balla en diferents punts del país.
La seva música ben coneguda descriu, en certa manera, l'evolució que va prenent el ball. Cada vegada que la cançó indica que el "pomer perd una poma", una de les parelles dansaires abandona el ball, fins a quedar-ne només la primera.
A la conca de Tremp la primera parella portava una capa lligada a la cintura, un gran barret i dos grans esquellots o campanes que el noi feia sonar per la plaça quan quedava com a única parella de la dansa.